# サオリーナ
サオリーナ(さおりーな)とは、三重県津市北河路町の津市産業・スポーツセンター内にある屋内総合スポーツ施設である。

## 概要
2017年（平成29年）10月1日に開業。
施設名は津市（旧・一志郡一志町）出身であるレスリング選手・吉田沙保里に因んだもので、単なる愛称ではなく「津市産業・スポーツセンターの設置及び管理に関する条例」（平成25年9月27日条例第32号）第4条に基づく「正式名称」である。
2024年(令和6年)、市内の企業である日硝ハイウエーによるネーミングライツ取得で10月1日から「日硝ハイウエーアリーナ」に愛称が変更された。ただし、吉田沙保里を顕彰して付けられた「サオリーナ」は正式名称として残しつつ、施設名の表示などは愛称を使用する。

## 沿革
2010年（平成22年）5月に構想が出され、2011年9月には基本計画が策定された 。同年10月11日には、設計者選定に当たって、公募型プロポーザルが実施された。2012年（平成24年）5月には基本設計が発表された。また、津市屋内総合スポーツ施設設計検討委員会も立ち上げられ、同年2月から2013年（平成25年）7月まで、7回にわたって会が開かれた。「サオリーナ」の呼称は、2012年レスリング世界選手権で吉田沙保里が10連覇（オリンピックを含めて13連覇）を達成した翌月にあたる2012年（平成24年）10月に発表された。（命名は吉田沙保里本人である。結婚による名字の変更可能性を考え、名前にちなんだ施設名にしたという。）2015年（平成27年）11月には、指定管理者が決定された。
工事の進捗については、2015年（平成27年）4月1日より建設が開始された。2016年（平成28年）11月には、内装工事にも着手している。
2017年（平成29年）3月1日、名前の由来となった吉田沙保里本人が建設中のサオリーナの視察に訪れた。同年10月1日に開業し、開館記念イベントが開かれた。記念イベントでは、吉田沙保里のほか、レスリング指導者の栄和人、レスリング選手の土性沙羅・川井梨紗子、重量挙げ選手の三宅宏実が出席したトークショーやラートの実演、土性らと子供たちが一緒に行うスポーツ体験などが開催された。
2018年（平成30年）1月7日の成人式では、吉田沙保里がビデオレターで新成人にメッセージを送った。2021年（令和3年）4月7日には東京オリンピックの聖火リレーの津市区間のスタート地点に選ばれ、吉田沙保里が第1走者を務めた。
2024年10月1日からは市内の企業である日硝ハイウエーのネーミングライツの取得により愛称が変更され、日硝ハイウエーアリーナという愛称となった。ただしあくまでも正式名称は変更せずサオリーナである。
日硝ハイウエーはこの他にもメッセウイング・みえと三重武道館のネーミングライツを取得しており、3施設で年間1051万円の10年間の契約を結んでいる。

## 開館前のトラブル

### 相次ぐ入札不調
2013年（平成25年）8月に1回目の入札を行ったが応札者はなく、同年11月に2回目を行ったものの再び応札者はなかった。2014年（平成26年）5月14日に3回目の入札が行われ1共同企業体（JV）が応じたが、津市の予定価格約80億4千万円に対してJV側が提示したのは94億5千万円と大幅に上回ったため、不成立となった。津市は即日JV側に随意契約を持ちかけたが、JV側は5月26日に契約に応じられないと回答した。同年12月25日に行われた4回目の入札でようやく入札が成立し、唯一応札した清水・日本土建・東海土建特定JVが税抜き89億5700万円で落札した。こうして長引いた背景に東日本大震災からの復興に伴う公共工事の増加による労働力不足と資材高騰が挙げられる。また入札不調が相次いだことで完成時期と開館日が延期された。

### 不法就労、暴力団との不適切関係
技能実習生として来日していた外国人を不法にサオリーナの工事現場で就労させたとして、仲介した男性が出入国管理及び難民認定法違反の疑いで逮捕、罰金刑に処された。さらにこの男性が山口組弘道会系の暴力団組長と約10年に渡る交際があり、男性が経営に関与する警備会社2社がサオリーナの工事現場で交通誘導を行っていたことから、この2社は三重県および三重県警から排除措置を受けたことが後に判明している。

### 担当者の不正給油
サオリーナの事業誘致を担当していた男性参事が、2015年（平成27年）5月から2016年（平成28年）11月にかけて公用車の燃料給油伝票を不正使用し、自家用車に給油していたことが2017年（平成29年）1月に判明した。不正給油は約40回総額10数万円に及ぶと見られた。男性参事は後に業務上横領で書類送検され、2017年（平成29年）2月に懲戒免職となった。

## 施設概要

### 主要施設
公式サイトの記述による。
| 部屋名               | 面積（㎡） | 収容人数（人） |
| -------------------- | ---------- | -------------- |
| メインアリーナ       | 3,174      | 4,000          |
| サブアリーナ         | 1,702      | 490            |
| アスリートモール     | 1,024      | 340            |
| 屋内プール           | 826        | 144            |
| トレーニングルーム   | 332        | 50             |
| フィットネススタジオ | 157        | 50             |
| フリーウェイトルーム | 85         | 25             |

館内には、吉田沙保里の功績を讃える「SAORIUM」がある。日硝ハイウエーアリーナの外周には周長1,200mのランニングロードがある。

### 喫煙所
サオリーナ開業直前の2017年（平成29年）9月19日に日本たばこ産業（JT）東海支社が喫煙設備を寄贈し、同22日に設置された。贈呈式には津市長の前葉泰幸も出席し、日本たばこ産業の関係者に対して謝辞を述べた。

### 防災拠点としての機能
大型施設であることを生かして、設計段階から防災拠点（災害時の避難所、救援物資・部隊の受け入れ拠点）となることが意図されている。例えば、駐車場はドクターヘリの発着や避難者の車中泊を想定してあえて車止めを置かず、72時間分の自家発電装置やプールの水を飲料水に変える装置が設置されている。

## スポーツ大会・祭典の開催
行われる/行われた順に記載する
| 大会名                                                                       | 日程                                 |
| ---------------------------------------------------------------------------- | ------------------------------------ |
| 平成二十九年秋巡業 大相撲津場所                                              | 平成29年10月18日                     |
| B.LEAGUE B1リーグ戦 第5節 名古屋ダイヤモンドドルフィンズ 対 富山グラウジーズ | 平成29年10月25日                     |
| V・プレミアリーグ2017/18 ファイナル6女子                                     | 平成30年2月17日～18日                |
| 第27回全国小学生春のドッジボール大会                                         | 平成30年3月25日                      |
| 平成30年度ジュニアクイーンズカップ・レスリング選手権大会                     | 平成30年3月31日～4月1日              |
| 第37回全日本クラブ卓球選手権大会                                             | 平成30年7月13日～16日                |
| 平成30年度全国高等学校総合体育大会（2018 彩る感動 東海総体）                 | 平成30年7月27日～8月12日             |
| 令和2年度 全国中学校体育大会                                                 | 令和2年8月17日～25日                 |
| 第76回国民体育大会（三重とこわか国体）                                       | 令和3年9月中旬～10月上旬のうち11日間 |

## アクセス
- 伊勢自動車道 津ICより約3分（約600m[1]）、駐車場は1,848台分ある[1]。
- 国道23号（中勢バイパス）に隣接。
- JR紀勢本線・伊勢鉄道伊勢線・近鉄名古屋線 津駅より約4km[1]。
- 三重交通バスは開業に合わせ「サオリーナ前」バス停を新設し、既存のバス路線を延長[22]。
  - 51系統：一身田大里線　三重病院 - 一身田 - 津駅 - 三重会館 - 津新町駅（ここまで既存路線） - サオリーナ前(現在は日硝ハイウエーアリーナ)
- 別の路線が停車する最寄りの停留所「南河路」に（サオリーナ南）の案内を追加する（サオリーナまでは約400メートル、徒歩で約5分）。
  - 91系統：長野・殿舟団地線　イオン津・津駅・津新町駅 - 南河路（日硝ハイウエーアリーナ南） - 片田団地 - 平木
  - 93系統：泉ヶ丘片田団地線　大学病院・津駅・津新町駅 - 南河路（日硝ハイウエーアリーナ南） - 泉ヶ丘団地・片田団地
  - 95系統：穴倉線　津駅・津新町駅 - 南河路（日硝ハイウエーアリーナ南） - 殿舟団地・穴倉

※ 大きな催しや大会がある場合は臨時バスを運行する計画。